# ابرسوئیه
ابرسوئیه، روستایی از توابع بخش مرکزی شهرستان بافت در استان کرمان ایران است.

## جمعیت
این روستا در دهستان دشتاب قرار دارد و براساس سرشماری مرکز آمار ایران در سال ۱۳۹۵، جمعیت ۳۲ نفر (۱۰ خانوار) بوده‌است.